# Гиму
Гиму (яп. 義務 гиму, «обязанность») — элемент японской культуры, представляющий собой долг или обязательство самого высокого порядка. В отличие от гири, не имеет ограничений в виде объёма или времени, то есть такое обязательство фактически не может быть выполнено. Такой долг человек несёт всю жизнь.
Примером гиму могут служить преданность императору, государству и нации, обязательства по отношению к своей работе, долг перед родителями и предками.